# Nhá Chica
Pour les articles homonymes, voir Chica.
Paula Francisca de Jésus, plus connue sous le surnom de Nhá Chica (Tata Françoise en français), née approximativement en 1810 dans le quartier Santo Antônio do Rio das Mortes Pequeno de São João del Rei et morte le 14 juin 1895 à Baependi, est une Brésilienne dont la piété lui vaut une grande réputation de sainteté dès son vivant. Elle a été déclarée bienheureuse le 4 mai 2013 par le cardinal Angelo Amato.

## Biographie
Nhá Chica est née entre 1808 et 1810 à São João del Rei, au sein d'une famille pauvre d'esclaves. Son frère et elle sont orphelins à l'âge de dix ans. Femme d'une humilité extraordinaire, et d'une grande dévotion pour la Vierge-Marie, Nha Chica décide de consacrer sa vie aux pauvres, ce qui lui vaut l’appellation de « Mère des pauvres ».

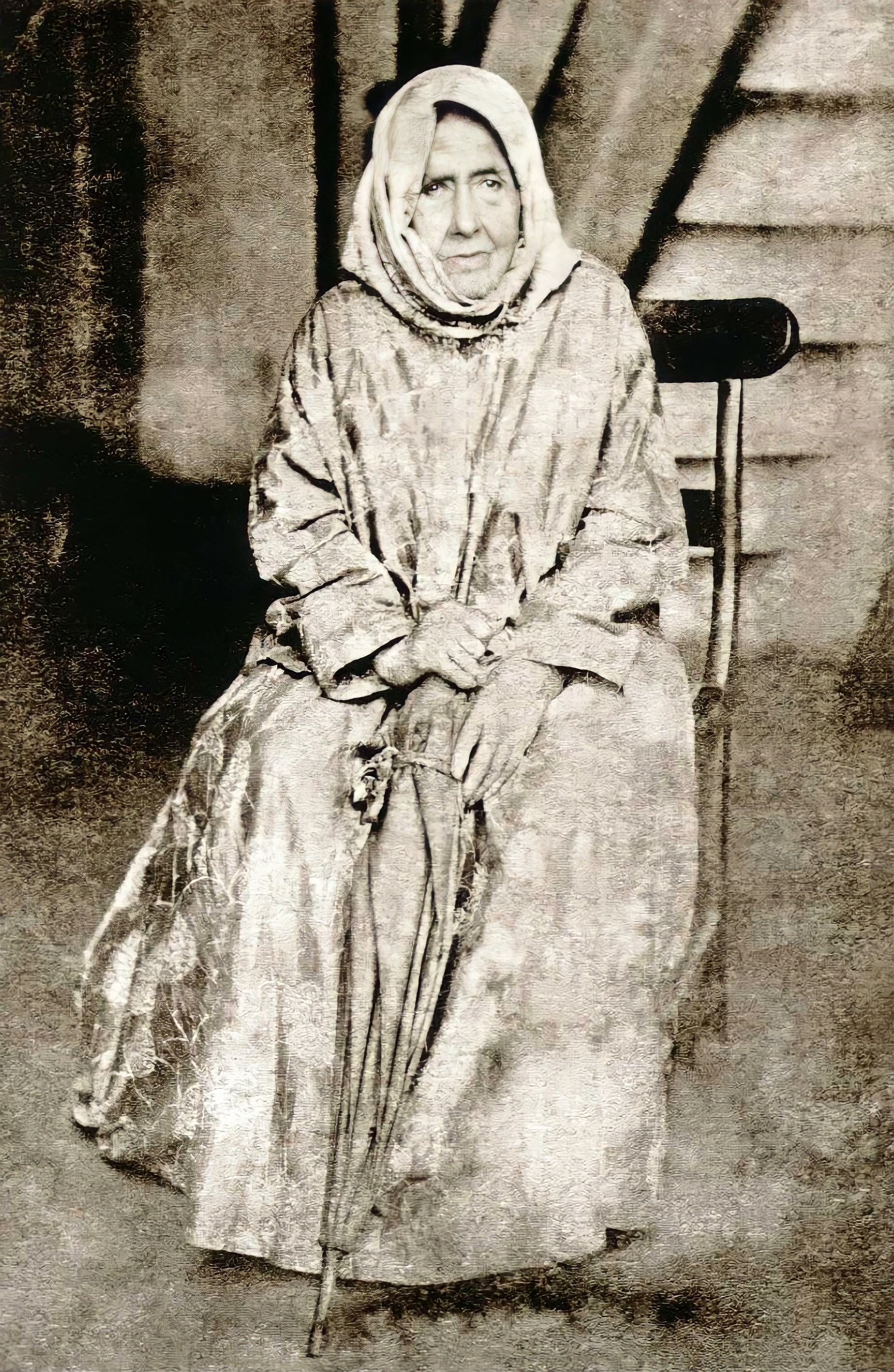
Photographie de Nhá Chica (vers 1894).

Grâce à ses œuvres, durant trente ans, elle récolte des fonds pour construire une chapelle, dédiée à Notre-Dame de la Conception, dans laquelle est enterrée le 14 juin 1895.

## Béatification
De son vivant, Nhá Chica était considérée comme une sainte. En 1991, son procès en béatification fut ouvert à la phase diocésaine. Après une validation par la Congrégation pour les causes des saints, la cause passe à la phase romaine en 2007, au titre duquel elle a été déclarée vénérable. La postulation pour la cause en béatification de Nhá Chica a reçu environ 20 000 témoignages de grâces.
Le 14 janvier 2011, le pape Benoît XVI a signé le décret sur les gestes « héroïques » de Nhà Chica.
Sa béatification a été célébrée le 4 mai 2013 au sanctuaire de Notre-Dame de la Conception à Minas Gerais, qu'elle avait fait construire. La cérémonie a été présidée par le cardinal Angelo Amato au nom du pape François, qui s'est uni au peuple brésilien dans la prière durant le Regina Cœli du dimanche 5 mai 2013. La Bienheureuse Nhá Chica est fêtée le 14 juin.